# Eitenia
Eitenia es un género de plantas perteneciente a la familia Asteraceae. Comprende 2 especies descritas y  aceptadas.  Es un endemismo de Brasil.

## Descripción
Son plantas discretas que no sobrepasan los 30cm, muy ramosas. Los capítulos, bastante pequeños (no llegan al centímetro), de este género sólo tienen flósculos con corola de color blanco, más o menos amarillento.

## Taxonomía
El género fue descrito por Robert Merrill King & Harold Ernest Robinson y publicado en Phytologia, 28: 282-285, 1974..
Nombrado en honor a George Eiten, botánico estadounidense  de la Universidad de Brasilia.

## Especies aceptadas
A continuación se brinda un listado de las especies del género Eitenia aceptadas hasta junio de 2012, ordenadas alfabéticamente. Para cada una se indica el nombre binomial seguido del autor, abreviado según las convenciones y usos.
- Eitenia polyseta R.M.King & H.Rob., Phytologia, 44: 455 (-456), fig, 1979 - unos 30cm de altura, capítulos blancos[6] 1974
- Eitenia praxeloides R.M.King & H.Rob., Phytologia, 28: 282, figs, 1974